# Собко Іван Дмитрович
Іван Дмитрович Собко (3 жовтня 1914, село Святець, тепер Хмельницького району Хмельницької області — ?) — радянський журналіст, відповідальний редактор Дрогобицької обласної газети «Радянське слово».

## Життєпис
Народився в селянській родині.
З листопада 1936 року служив у Червоній армії. Учасник німецько-радянської війни з серпня 1941 року.
Член ВКП(б) з 1942 року. 
З грудня 1943 до 1945 року працював редактором газет «На разгром врага» 58-ї гвардійської дивізії і кореспондентом-організатором газети «Патриот родины» 5-ї гвардійської армії 1-го Українського фронту, гвардії майор. Воював на Південно-Західному, Степовому, 2-му і 3-му Українському фронтах.
У вересні 1946 — серпні 1948 року — відповідальний  редактор Дрогобицької обласної газети «Радянське слово».
Подальша доля невідома.

## Звання
- гвардії майор

## Нагороди
- орден Вітчизняної війни ІІ ст. (17.05.1945),
- орден Червоної Зірки (7.05.1944),
- медаль «За відвагу» (4.03.1943),
- медаль «За перемогу над Німеччиною у Великій Вітчизняній війні 1941—1945 рр.» (1945).